# Sigmatella leptosquarrosa
Sigmatella leptosquarrosa là một loài rêu trong họ Sematophyllaceae. Loài này được Müll. Hal. mô tả khoa học đầu tiên năm 1895.